# Horridopalpus dictamnella
Horridopalpus dictamnella är en fjärilsart som beskrevs av Treitschke 1835. Horridopalpus dictamnella ingår i släktet Horridopalpus och familjen plattmalar. Inga underarter finns listade i Catalogue of Life.

## Bildgalleri

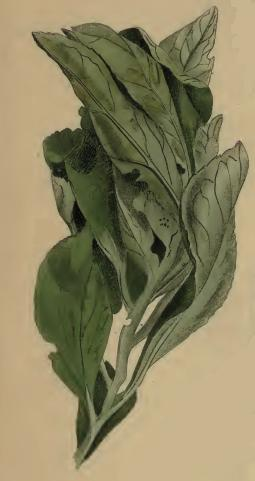
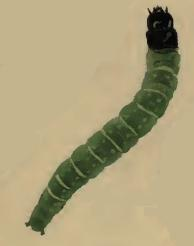